# 圣公斯当休堂

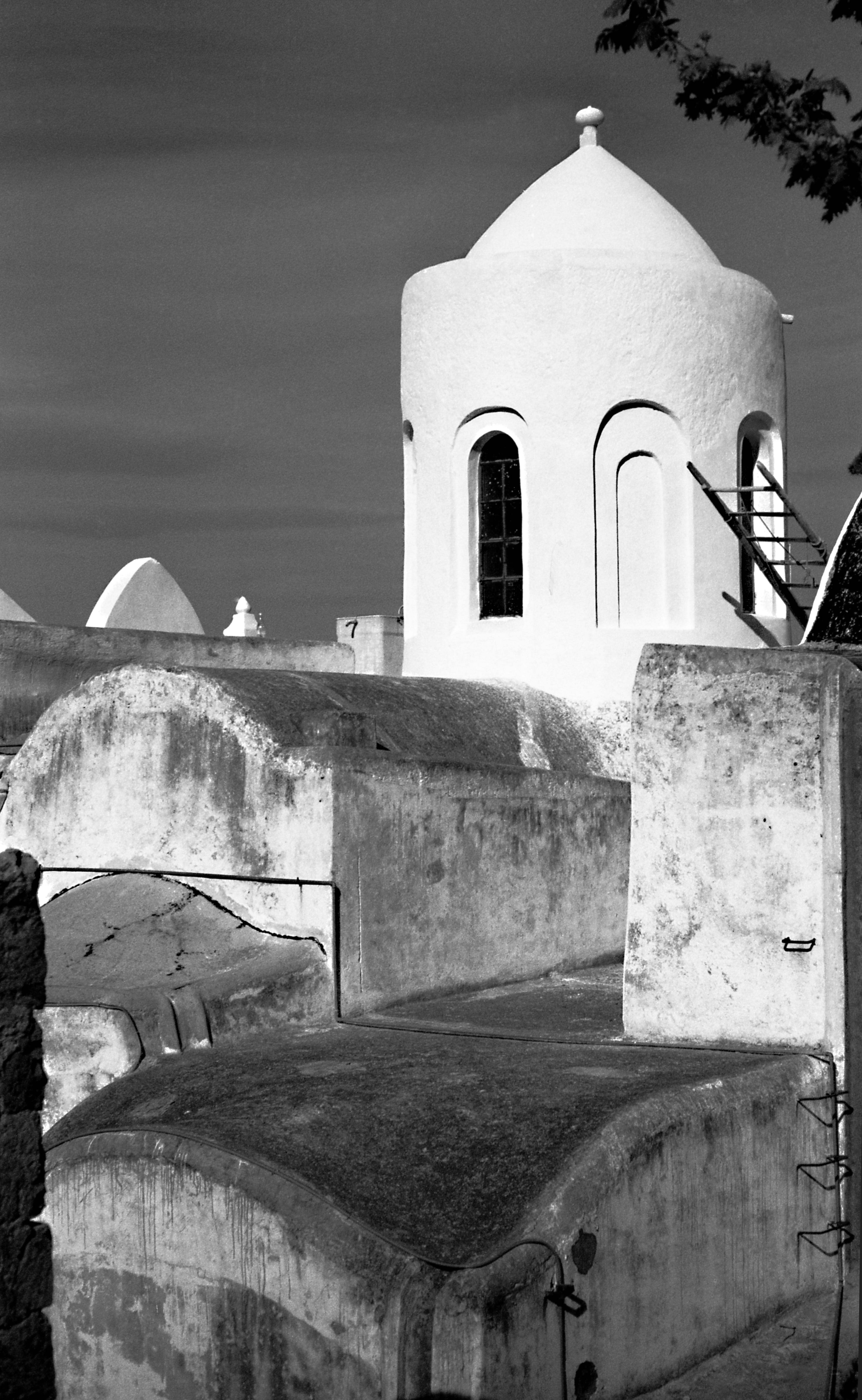
圣公斯当休堂

圣公斯当休堂（Chiesa di San Costanzo）是一座天主堂，位于意大利南部的卡普里岛。它供奉该岛的主保圣人圣公斯当休。自987年起，它曾是卡普里教区的主教座堂，直到1560年座堂迁往圣斯德望堂。